# Superboy (telessérie)
Superboy é uma série de televisão americana baseada na versão jovem do personagem Superman conhecida como Superboy. O show durou de 1988 a 1992 e foi renomeado de As Aventuras do Superboy na terceira temporada.

## Histórico da produção
Superboy foi desenvolvida por Ilya e Alexander Salkind, os produtores dos três primeiros filmes do Superman e Supergirl de 1984. Tanto série quanto a série animada de Superman de 1988 coincidiram com o aniversário de 50 anos do personagem. Ironicamente, a série do Superboy foi lançada quase um ano depois de o Superboy ser eliminado do cânone da DC após Crise nas Infinitas Terras. A série estreou em outubro de 1988 estrelando John Haymes Newton como Superboy/Clark Kent, Stacy Haiduk como Lana Lang e Jim Calvert como o colega de quarto de Clark, T. J. White, filho de Perry White.
A série foi a primeira a ser produzida na Disney/MGM Studios. Já na segunda temporada em diante, a série teve a localção mudada da Interestadual de 4 para a Universal Studios Florida, o maior estúdio fora de Hollywood.
Inicialmente, as tramas da série eram centradas nas histórias que Clark e T. J. relatavam para o jornal da faculdade, o Shuster Herald. Todas as cenas exteriores filmadas da "Universidade Shuster" são, na verdade, filmado no principal campus da Universidade da Flórida Central. Siegelville, no entanto, foi retratada como uma cidade costeira, como evidenciado pela imagem do novo e velho Sunshine Skyway Pontes (Interestadual 275), em St. Petersburgo, na Flórida, nos créditos de abertura da série.
A série contou com a colaboração de vários autores dos quadrinhos nos roteiros, como os editores das revistas do Superman Mike Carlin e Andrew Helfer, e outros como Denny O'Neil, Cary Bates, J. M. DeMatteis e Mark Evanier.
Clark Kent/Superboy frequenta Escola Siegel de Jornalismo na Universidade Shuster em Shusterville, Flórida. Tais nomes são referência aos criadores de Superman, Jerry Siegel e Joe Shuster.

## Resumo de cada temporada

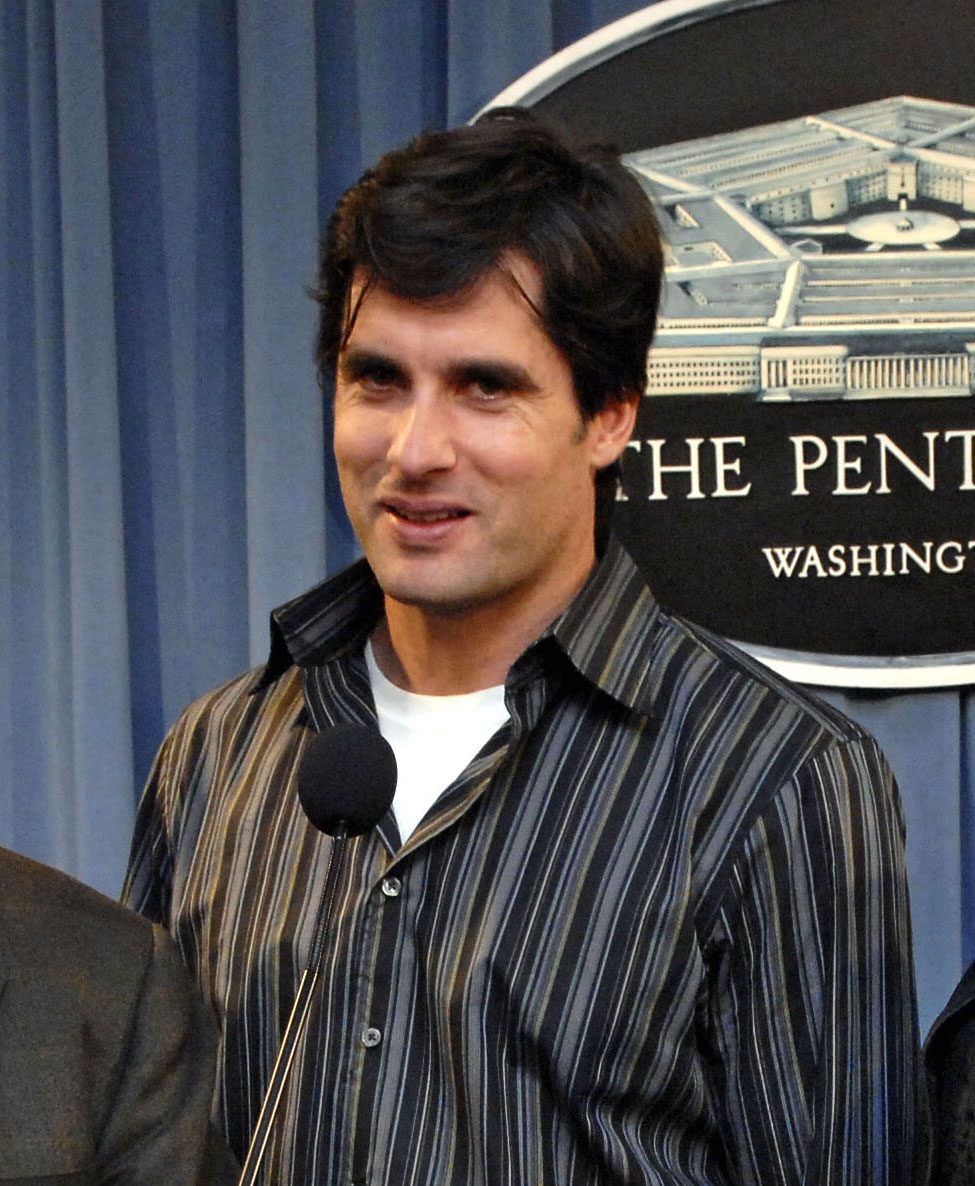
John Haymes Newton interpretou Clark/Superboy na 1ª temporada. A sua atuação tentou aproximar Clark Kent dos jovens americanos da década de 1980.

### 1ª Temporada

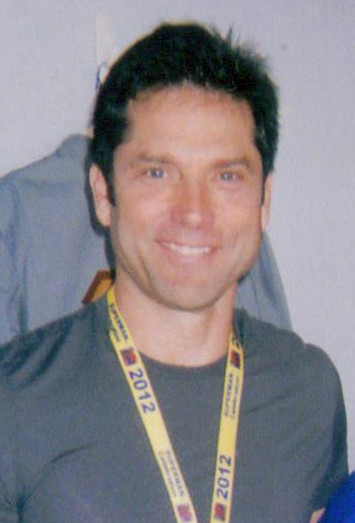
Gerard Christopher interpretou Clark/Superboy pelo restante da série. Sua atuação na 2ª temporada fez Clark Kent ser mais semelhante ao Clark interpretado por Christopher Reeve, mas na 3ª e 4ª temporadas, sua atuação se aproximou mais do Clark Pós-Crise.

A primeira temporada da série tinha Superboy/Clark Kent (John Haymes Newton), sua amiga de infância e interesse do amoroso Lana Lang (Stacy Haiduk) e seu companheiro de quarto da faculdade T. J. White (Jim Calvert), filho do editor do Planeta Diário Perry White. Scott, James Wells interpretou o rival de Superboy, Lex Luthor. Os pais adotivos de Clark, Jonathan e Martha Kent, foram interpretados por Stuart Whitman e Salomé Jens, respectivamente.
Treze episódios foram inicialmente filmados para Superboy, e como os produtores não sabiam se uma temporada completa seria encomendada, eles foram bem econômicos, o que fez com que os efeitos visuais da série fossem crus e as tramas fossem mais realistas, trazendo como vilões traficantes de drogas e/ou chefões do crime. Depois que mais 13 episódios foram encomendados, os efeitos visuais melhoraram e elementos mais fantásticos foram inseridos como o vilão Mister Mxyzptlk (ator convidado Michael J. Pollard).
Lex Luthor foi introduzido no primeiro episódio como um colega de Clark na Universidade Shuster Universidade. Esta versão de Lex era mais interessada em realizar esquemas ilegais de ganho financeiro e em humilhar Superboy. Mas no episódio final da série, Lex é mudado, se alinhando mais à versão clássica dos quadrinhos quando o episódio a origem dele da Era de Prata, no qual Lex perde os seus cabelos após Superboy salvá-lo em um laboratório em chamas. Culpando Superboy pelo ocorrido, Lex se dedica a destruir Superboy de uma vez por todas.

### 2ª Temporada
Na segunda temporada, os produtores decidiram substituir Newton por não estarem satisfeitos com sua atuação, pelo aumento de salário que ele havia pedido e por ele ter sido preso após cometer uma infração no trânsito. Eles então retiraram o ator de, na época, 23 anos, e o substituíram por Gerard Christopher, que na época tinha 29 anos. Uma nova direção foi colocadas nas histórias após a escalação de  Mark Jones e Cary Bates como Consultores Executivos de História.
Scott Wells foi também substituído, entrando em seu lugar o ator Sherman Howard. A nova aparência de Luthor é explicada nos dois primeiros episódios da temporada, revelando que Luthor fez uma cirurgia plástica para assassinar e assumir a idendidade de Warren Eckworth, um magnata inventor do "Arma Superboy", que Lex planejou usar para matar o herói. T. J. White foi removido da série (sendo mostrado que o personagem passou a trabalhar para o Planeta Diário) e Andy McCalister, interpretado por Ilan Mitchell-Smith, se tornou o novo colega de quarto de Clark. Andy era muito diferente do T. J. e estava constantemente elaborando esquemas milaborantes para ganhar dinheiro. Ele também flertava com Lana algumas vezes, mas eles permaneceram apenas grandes amigos.
Os vilões foram mudados na segunda temporada, deixando de serem inimigos comuns e passando a ser vilões dos quadrinhos, com muitos deles aparecendo pela primeira vez em live-action sendo eles Metalo (Michael Callan) e Bizarro (Barry Meyers). Também nessa temporada houve a participação de George Lazenby e Britt Ekland como alienígenas se fazendo passar pelos pais biológicos de Clark Jor-El e Lara.

### 3ª Temporada
Mais mudanças foram trazidas para a terceira temporada da série, com o título sendo agora As Aventuras do Superboy. As histórias deixaram de mostrar a Universidade Shuster, mostrando Clark e Lana trabalhando como estagiários no Departamento de Assuntos Extra-Normas em Capitol City, na Flórida, sendo uma agência governamental que investiga atividades paranormais e alienígenas, incluindo Superboy. Andy McCalister foi removido da série, embora Ilan Mitchell-Smith tenha uma participação especial em um dos episódios da temporada, onde é explicado que ele está estagiando em um estúdio de cinema. Novos personagens foram introduzidos para o elenco principal, sendo eles o colega de trabalho de Clark e Lana no Departamento, Mat Ritter (Peter Jay Fernandez) e o chefe do Departamento C. Dennis Michael (Robert Levine).
Enquanto a 2ª temporada manteve o tom aventureiro e infantil semelhante ao das histórias da Era de Prata, o tom da série mudou drasticamente na 3ª temporada com histórias mais sombrias e maduras sendo introduzidas. Alguns jornalistas na época sugeriram que isso ocorreu por causa do filmeBatman que havia sido lançado um ano antes da estreia da 3ª temporada. No entanto essa mudança na estrutura das tramas foi resultado da nova produtora da série Julia Pistor e do próprio Gerard Christopher que também se tornou um dos novos produtores da série. Um exemplo dessa mudança na estruturação da trama é vista no episódio duplo "Roads not Taken" na qual Superboy visita duas terras alternativas. Em uma o Superboy se tornou um ditador soviético e na outra Superboy assassinou Lex Luthor, deixando de ser o Superboy e passando a usar uma jaqueta de couro e óculos escuros, um visual que coincidentemente é bem semelhante ao visual clássico de Conner Kent. A terceira temporada contou com a participação especial de Ron Ely, que interpretou um Superman envelhecido de uma terra alternativa.

### 4ª Temporada
A quarta temporada manteve o mesmo tom da terceira temporada para com as histórias, como por exemplo o episódio duplo "Know Thine Enemy" no qual Lex pretende destruir todo o mundo após saber do falecimento de sua irmã caçula. Para tentar detê-lo, Superboy, acessa o psicodisco, a fim de descobrir como deter o plano de Lex, mas é obrigado a reviver suas traumáticas memórias de infãncia. A temporada foi a primeira a não ter nenhuma alteração no elenco. Noel Neill e Jack Larson (que interpretou Lois Lane e Jimmy Olsen na série de TV Aventuras do Superman) tiveram uma participação especial nessa temporada..

## Quadrinhos baseados na série
A DC Comics publicou um título baseado na série empate na série de quadrinhos durante a segunda temporada, cujo objetivo era explorar histórias e eventos que em que a série de TV não podia. A série de quadrinhos tinha título Superboy: A História em Quadrinhos com a edição #1 tendo na capa uma foto com os atores Gerard Christopher e Stacy Haiduk, embora o título no indícios foi simplesmente Superboy. Após a edição #11, a série adotou o título As Aventuras de Superboy em decorrência da série de TV ter feito o mesmo.[carece de fontes?]  O quadrinho foi publicada mensalmente, até que foi publicado bimestralmente durante as três edições finais. Ao todo foram 22 edições, sendo a última lançada em 1991 e uma edição especial em 1992.

## O fim da série
Embora Superboy fosse uma série bem popular na época, a quarta temporada se tornou a temporada final. O  episódio seria intitulado "Obituary For a Superhro" com Superboy supostamente morrendo nas mãos de Lex Luthor. Esse final traria um gancho no qual os Salkinds pretendiam explorar em uma série de filmes para televisão que concluiriam esse gancho e traria o retorno do Superboy.
Enquanto isso estava acontecendo, um nova série Superman estava em desenvolvimento na Warner Bros. Anos antes a Warner havia vendido os direitos de licenciamento para os Salkinds produzir trabalhos baseados na franquia Superman e seus derivados, tais como Superboy. Isso levou ao surgimento de Superman: O Filme e suas duas sequências, as três tendo Christopher Reeve interpretando o herói. No entanto, após Superman III ter sido criticado e Supergirl ter sido um fracasso de bilheteria, os Salkinds venderam os direitos de licensciamento para Cannon Group, mas mantiveram os direitos para potenciais séries de televisão. Foi através disso que Superboy surgiu.
A nova série da Warner baseada no Superman que se tornaria Lois & Clark: As Novas Aventuras do Superman, iria se basear na continuidade criada por John Byrne, o que teria entrado em conflito com a continuidade de Superboy. A Warner Bros. decidiu ir à justiça para tentar reaver os direitos restantes para a franquia do Superman franquia, e os Salkinds receberam o aviso de que eles não seriam capazes de produzir mais episódios de Superboy, incluindo os planejados telefillmes que dariam continuidade à série, restando assim apenas terminar de produzir a temporada 1991-92. Os escritores do Superboy foram forçados a regravar "Obituary for a Superhero" e criar um novo final para a série. O episódio final da série foi ao ar no dia 17 de maio de 1992 e Lois & Clark estreou em 1993.
Uma longuíssima batalha judicial entre a Warner e os Salkind se seguiu pelos direitos de Superboy. O controle da série de tel é compartilhada tanto por Ilya Salkind como pela empresa de seu pai, Alexander, StudioCanal. A Viacom, manteve os direitos para exibir a série nos Estados Unidos, que estão agora nas mãos de sua sucessora, a CBS. A Warner Bros detém os direitos de exibição da série para fora dos Estados Unidos, mas nem a Viacom nem a Warner Bros voltaram a exibir a série, seja nos Estados Unidos ou fora do país.

## Elenco

### 1ª Temporada
- John Haymes Newton – Clark Kent/Superboy
- Stacy Haiduk - Lana Lang
- Jim Calvert – Trevor Jenkins "T. J." White
- Scott, James Wells – Lex Luthor
- Michael Manno – Leo
- Stuart Whitman – Jonathan Kent
- Salomé Jens – Martha Kent

### 2ª a 4ª Temporada
- Gerard Christopher - Clark Kent/Superboy[9][10]
- Stacy Haiduk – Lana Lang[11]
- Ilan Mitchell-Smith – Andy McCalister (Temporada 2 e participação na 3ª Temporada)[12]
- Peter Jay Fernandez – Matt Ritter (Temporadas 3 e 4)
- Robert Levine – C. Dennis Jackson (Temporadas 3 e 4)
- Zevi Wolmark – Christopher Grimes (Temporadas 3 e 4)
- Sherman Howard – Lex Luthor
- Tracy Roberts – Darla
- Barry Meyers – Bizarro
- Stuart Whitman – Jonathan Kent
- Salomé Jens – Martha Kent

## Lançamento dos DVDs
| Primeira Temporada Completa             |
| --------------------------------------- |
| Temporada: 1988-89                      |
| Número de Episódios: 26                 |
| Data De Lançamento: 20 de Junho de 2006 |

| A Segunda Temporada Completa               |
| ------------------------------------------ |
| Temporada : 1989-90                        |
| Número de episódios: 26                    |
| Data De Lançamento: 11 de Dezembro de 2012 |
| Terceira Temporada Completa                |
| Temporada: 1990-91                         |
| Número de episódiso: 26                    |
| Data De Lançamento: 16 de Julho de 2013    |
| Quarta Temporada Completa                  |
| Temporada: 1991-92                         |
| Número de episódios: 22                    |
| Data De Lançamento: 29 de Outubro de 2013  |

### A Primeira Temporada Completa
O DVD inclui um especial dos bastidores da série com entrevistas com o elenco e os produtores, além de também apresentar o teste de cena de John Haymes Newton. O DVD foi lançado para pegar carona no lançamento de Superman: O Retorno.

### A Segunda Temporada Completa
Em 5 de dezembro de 2012, após seis anos e meio, a Warner Bros. anunciou que iria lançar a Segunda Temporada completa de Superboy em DVD, tendo ocorrido no dia 11 de dezembro de 2012.

### A Terceira Temporada Completa
Em 10 de julho de 2013, a Warner Bros. afirmou que iria lançar a Terceira Temporada completa de Superboy, tendo ocorrido no dia 16 de julho, 2013.

### A Quarta Temporada Completa
Em 26 de outubro de 2013, a Quarta Temporada Completa foi anunciada e foi posteriormente lançada em 29 de outubro de 2013 data de lançamento. Um número limitado de cópias foi vendida com a assinatura de Gerard Christopher.